# Seminário Presbiteriano do Sul
O Seminário Presbiteriano do Sul, também conhecido pela sigla SPS, é um seminário protestante presbiteriano situado na cidade de Campinas, Estado de São Paulo. A instituição de ensino superior é destinada à formação de pastores, afiliada à Igreja Presbiteriana do Brasil.

## História
O Seminário Presbiteriano do Sul nasceu, oficialmente, no dia 8 de setembro de 1888, quando o Sínodo da Igreja Presbiteriana do Brasil aprovou o relatório da comissão nomeada para tratar da criação de uma escola para formar pastores. Porém, o início das aulas só ocorreu no dia 15 de novembro de 1892, quando o seminário foi instalado em Nova Friburgo, Estado do Rio de Janeiro. Dois anos depois, a instituição foi transferida para São Paulo capital, onde começou a funcionar no dia 25 de janeiro de 1895.
Em 1907, o SPS foi transferido para Campinas, sendo instalado nos prédios do Colégio Internacional que, devido à epidemia de febre amarela, havia sido transferido para Lavras, Estado de Minas Gerais.
Em 1929, cogitou-se da volta do seminário para São Paulo. A Igreja Presbiteriana do Brasil chegou a adquirir um terreno no bairro Indianópolis para construção da sede do educandário, mas a crise financeira que atingiu o Brasil inviabilizou o projeto.
A partir de 1949, o seminário passou a funcionar em sua sede própria localizada em uma área de 19.000m², onde também está localizado o campus Campinas da Universidade Presbiteriana Mackenzie.
A decorrer de sua história, o seminário abriu extensões em São Paulo, Rio de Janeiro, Belo Horizonte e Goiânia. Todavia, estas extensões tornam-se seminários autônomos desde então (Seminário Teológico Presbiteriano Reverendo José Manoel da Conceição, Seminário Teológico Presbiteriano Reverendo Ashbel Green Simonton, Seminário Teológico Presbiteriano Rev. Denoel Nicodemos Eller e Seminário Presbiteriano Brasil Central, respectivamente).
Em 2022, a Faculdade Teológica Sul-Brasileira (FATESUL) tornou-se uma extensão do SPS na cidade de Curitiba.